# 常陸文男
常陸 文男（ひたち ふみお、1948年4月7日 - ）は、日本のプロゴルファー。

## 来歴
1977年の関東プロでは初日に上原忍・新井規矩雄・草柳良夫・菊地勝司・陳健忠（中華民国）と並んでの10位タイ、1978年のジーン・サラゼン ジュンクラシックでは初日に浅井教司・新井規矩雄・山本善隆・入江勉・井上幸一・佐藤正一・金海繁と共に4アンダー68の2位タイでスタートした。
1978年の関東オープンでは初日、ラフが深いゆえにグリーンの難しさもあってアンダーパーは9人であった中、野口茂・高橋五月・鷹巣南雄・謝永郁（中華民国）と並んでの4位タイでスタートした。
1978年の千葉県オープンでは初日を上原忠明・渡辺由己に次ぐと同時に小川清二と並んでの4位タイでスタートし、最終日も上原・渡辺・井岡誠・山高孝信に次ぐと同時に工藤吉彦と並んでの5位タイに入った。
1979年の関東プロでは長谷川勝治・尾崎将司・山田健一と並んでの4位タイに入った。
1979年の日本プロでは初日を山本善・鈴村照男・東章・森本俊治・中村通・石井裕士・鷹巣・渡辺三男・杉原輝雄と共に3アンダー69の10位タイでスタートし、2日目も東・山本善と共に69で中嶋常幸と並んでの3位タイ、3日目には中村・川村正己・草壁政治と並んでの5位タイに着けた。
1979年の広島オープンでは高井吉春・中嶋・金井と並んでの10位タイに入り、1980年の全日空札幌オープンでは初日を尾崎将・安田春雄・山田と並んでの3位タイでスタートした。
1981年のダンロップ国際オープンでは初日にマスターズから帰国初戦の青木功と共に3アンダー69をマークし、草壁・井上幸一・泉川ピート・郭吉雄&呂良煥（中華民国）・中村・森憲二と並んでの7位タイでスタートした。